# Rabcsa
Rabcsa (szlovákul Rabča) község Szlovákiában, a Zsolnai kerületben, a Námesztói járásban.

## Fekvése
Námesztótól 10 km-re északra fekszik.

## Története
A falut a 16. században a vlach jog alapján alapították, első írásos említése 1564-ből származik „Rabcza” alakban. Az árvai váruradalom része volt, a helyi bíró igazgatása alatt. Első lakói adómentességet kaptak. A 16. század végére azonban a falu mégis majdnem elnéptelenedett, 6 házából csak kettőt lakták. 1608-ban a Thurzók újratelepítették. 1616-ban határában új település keletkezett Rabcsice néven. A 17. században gyors növekedésnek indult: 1624-ben 90, 1659-ben már 618 lakosa volt. A század végén a falu a kuruc harcokban elpusztult. 1672-ben csak 5 jobbágytelke volt. 1683-ban a török ellen vonuló lengyel-litván hadak dúlták fel. 1715-ben csak 240-en lakták. 1778-ban 829 volt a lakosság száma, a faluban két malom és 4 takács működött.
A 18. század végén Vályi András így ír róla: „RABCSA. Elegyes lengyel falu Árva Vármegyében, földes Ura a’ Királyi Kamara, lakosai katolikusok, fekszik Kárpát hegyeinél, Polhorához közel, Zubrohlava felett, határja sovány, fája, legelője van, harmadik osztálybéli.”
1828-ban 261 házában már 1542 lakos élt. Lakói főként lentermesztéssel foglalkoztak. Első iskolaépülete a felső falurészen 1842-ben épült.
Fényes Elek 1851-ben kiadott geográfiai szótárában így ír a faluról: „Rabcsa (Ó), tót falu, Árva vmegyében, a Babagura legelővel s fenyvessel bővelkedő hegy alatt: 1530 kath., 12 zsidó lak., kik elszórva laknak. Kath. paroch. templom. 76 1/2 sessio. Nagy és zsiros legelő. Lentermesztés. Gyolcs, faeszközök csinálása. F. u. az árvai uradalom. Ut. p. Rosenberg.”
A trianoni diktátumig Árva vármegye Námesztói járásához tartozott.
A háború után lakói földműveléssel, favágással, szövéssel, faárukészítéssel foglalkoztak. A szlovák nemzeti felkelés idején az árvai partizánmozgalom egyik központja volt.

## Népessége
| Év:            | 1994. | 2004.    | 2014.    | 2024.    |
| -------------- | ----- | -------- | -------- | -------- |
| Emberek száma: | 3848  | 4360     | 4857     | 5402     |
| Eltérés:       |       | +13,30 % | +11,39 % | +11,22 % |

| Év:            | 2023. | 2024.   |
| -------------- | ----- | ------- |
| Emberek száma: | 5336  | 5402    |
| Eltérés:       |       | +1,23 % |

1910-ben 1446, túlnyomórészt szlovák lakosa volt.
2001-ben 4189 lakosából 4169 szlovák volt.
2011-ben 4622 lakosából 4540 szlovák.

## Nevezetességei
Római katolikus temploma 1768-ban barokk stílusban épült, 1930-1931-ben bővítették és korszerűsítették.

## Külső hivatkozások
- Községinfó
- Rabcsa Szlovákia térképén
- E-obce.sk Archiválva 2008. február 7-i dátummal a Wayback Machine-ben